# Cadillac Escalade
La Cadillac Escalade è un SUV full-size di lusso prodotto dalla casa automobilistica statunitense Cadillac dal 1999.

## Il contesto
Il modello è stato il primo importante tentativo della Cadillac di entrare nel mercato dei SUV. L'Escalade è stato introdotto per contrastare il Lincoln Navigator, che è stato lanciato sul mercato nel 1998, ed in parte come risposta ai SUV introdotti dai concorrenti tedeschi e giapponesi. L'Escalade entrò in produzione dopo solo dieci mesi dall'approvazione del progetto.
L'Escalade era originariamente basato sul GMC Yukon Denali, ma è stato riprogettato per il model year 2002 per rendere la sua linea più in sintonia con i nuovi dettami stilistici della Cadillac. Sia l'Escalade ESV (basato sul Chevrolet Suburban) e l'Escalade EXT (basato invece sul Chevrolet Avalanche), che furono la versione pick-up del modello, vennero assemblati a Silao, in Messico, prima che la produzione venisse trasferita nel 2006 ad Arlington. I concorrenti dell'Escalade sono il Range Rover Sport, l'Infiniti QX56, il Mercedes-Benz Classe GL, il Lexus LX, il Toyota Land Cruiser, il Land Rover LR3 ed il Lincoln Navigator.

## Prima serie (1999-2000)
L'introduzione del Lincoln Navigator nel model year 1998 spinse la General Motors ad entrare nel fiorente mercato statunitense dei SUV full-size di lusso. Questa prima generazione di Escalade fu commercializzata solo in versione cinque posti. Minacciato dalla crescente egemonia del Lincoln Navigator, il gruppo General Motors strinse i tempi per la realizzazione del progetto, passando in poco tempo alla produzione vera e propria. La prima serie di Escalade fu ottenuta tramite badge engineering dalla GMC Yukon Denali. I due SUV erano praticamente identici, ed il risultato fu un veicolo che era più piccolo del Navigator.
L'Escalade aveva installato un motore V8 da 5,7 L di cilindrata e 255 CV di potenza. Esso era comunque meno brillante del propulsore montato sul Navigator, che possedeva una cilindrata inferiore, 5,4 L, ma erogava una potenza di 300 CV ed una coppia di 495 N•m. Il motore dell'Escalade era montato anteriormente. Questa prima serie di Escalade possedeva la trazione integrale inseribile. Gli interni erano in pelle. Il modello aveva in dotazione, per la prima volta su un SUV, un sistema audio della Bose. Gli indicatori presenti nel cruscotto derivavano da quelli montati sul GMC Yukon Denali. Le lancette erano però bianche invece che arancio, ed il tachimetro indicava, come massima velocità potenzialmente misurata, 120 mph. Il cambio era automatico a quattro rapporti.
Questa serie di Escalade era assemblata ad Arlington.

## Seconda serie (2002-2006)
L'Escalade non fu prodotto nel 2001, ma comparve nuovamente l'anno successivo. Erano offerti due versioni speciali pick-up, l'ESV e l'EXT. La trazione disponibile di serie era posteriore, ed erano offerti due motori, entrambi V8, uno da 5,3 L di cilindrata, che era quello montato di serie, ed un altro da 6 L. Tutte le versioni, eccetto la EXT, potevano ospitare 8 passeggeri. Era comunque disponibile la trazione integrale. Il cambio era automatico a quattro rapporti.
Nel 2003 il controllo elettronico della stabilità venne aggiornato, e furono offerti i pedali regolabili elettricamente. Nel 2004, vennero offerti di serie, tranne sull'EXT, l'XM Satellite Radio e la seconda fila di sedili a divanetto. Nell'anno citato fu introdotta l'edizione Platinum, che aveva montato dei cerchioni cromati, sedili riscaldabili e raffreddabili, portatazza con dispositivo refrigerante e riscaldante, il tetto apribile, degli schermi per la seconda e terza fila di sedili, un cruscotto in ebano, dei rinforzi pieghettati nei pannelli porta e la calandra cromata. Nel 2005 il motore da 5,3 L fu eliminato dall'offerta.
L'Escalade standard era montato sul pianale GMT820, l'ESV sulla piattaforma GMT830 e l'EXT sul pianale GMT806. Questa serie di Escalade era assemblata a Arlington, a Kaliningrad (Russia) ed a Silao, nel Messico (gli allestimenti EXT e ESV).

### Motorizzazioni
- 2002-2003: LM7 Vortec da 5,3 L di cilindrata, V8, 285 CV di potenza;
- 2004-2006: LM7 Vortec da 5,3 L, V8, 295 CV;
- 2002-2006: LQ9 HO Vortec, da 6 L, V8, 345 CV.

## Terza serie (2007-2014)
L'Escalade fu spostato sul nuovo pianale GMT900 per il model year 2007. Questa operazione fu accelerata poiché le vendite della serie precedente iniziarono a calare. L'Escalade standard è stato ancora una volta accoppiato alla versione allungata ESV ed alla versione pick-up EXT. L'Escalade del 2007 fu l'auto ufficiale del Super Bowl XL, con l'MVP Hines Ward che fu premiato con uno dei primi Escalade prodotti.
L'assemblaggio della nuova serie dell'Escalade è iniziato ad Arlington, in Texas, nel gennaio del 2006. Gli esemplari a trazione posteriore sono stati prodotti successivamente. I veicoli a trazione integrale furono assemblati per primi, seguiti da quelli in versione ESV e EXT (il secondo prodotto a Silao, in Messico) in giugno. Anche questa serie è prodotta a Kaliningrad.
L'Escalade ha installato un motore V8 in alluminio Vortec da 6,2 L di cilindrata. Questo propulsore a valvole in testa e fasatura variabile, fu il primo prodotto per vetture di massa a non avere l'albero a camme non montato in testa. Il sistema aggiustava la tempistica tra l'aspirazione e lo scarico tra due modalità. Questo motore produce 403 CV di potenza (23 CV in più rispetto al GMC Yukon Denali) e 565 N•m di coppia. Il motore è montato anteriormente
È stato introdotto un nuovo cambio automatico 6L80 a sei rapporti. Il corpo vettura ha un coefficiente di resistenza aerodinamica di 0,363.
L'Escalade standard è installato sul pianale GMT926, l'ESV sulla piattaforma GMT936 e l'EXT sul pianale GMT946.
L'Escalade possiede, tra l'equipaggiamento di serie, l'aria condizionata trizona, il volante regolabile in altezza con corona in finto legno e in vera pelle, il cruise control, i controlli della radio al volante, la tappezzeria in pelle, le prime due file di sedili riscaldabili, i sedili anteriori con posizione memorizzabile in 14 modalità, l'avviamento del motore a distanza, un sistema audio premium, il caricatore da sei CD, i controlli della radio per i passeggeri posteriori, la bussola, il portellone posteriore ad apertura motorizzata e l'indicatore della temperatura esterna. Sulla versione Platinum sono presenti anche il lettore DVD, il navigatore satellitare, i portabicchieri riscaldabili e raffreddabili, una fotocamera posteriore, i sedili anteriori raffreddabili, degli interni di migliore fattura e dei predellini retraibili elettricamente.

### Motorizzazioni
- 2007-2014: Vortec 6200 da 6,2 L di cilindrata, V8, 403 CV di potenza.

## Quarta serie (2014-2020)
La Cadillac ha annunciato la quarta generazione dell'Escalade il 14 agosto 2013, per poi presentarla ufficialmente sia in versione normale che a passo lungo chiamata Escalade ESV a New York il 7 ottobre dello stesso anno. La produzione nello stabilimento di Arlington è iniziata nel gennaio 2014 e la commercializzazione sul mercato statunitense è cominciata dall'aprile 2014. Le vendite a livello internazionali, limitate al modello a passo corto, sono iniziate nell'estate 2014.
L'EcoTec3 V8 da 6,2 litri di GM, per 420 cavalli e 560 Nm di coppia, abbinato a una trasmissione automatica a sei velocità (i modelli 2015i e oltre sono automatici a 8 velocità), è l'unico motore offerto, insieme a una nuova bobina -sospensione anteriore e configurazione posteriore a cinque bracci, carreggiata più ampia, servosterzo elettrico ad assistenza variabile e sistema Magnetic Ride Control di Cadillac con modalità Tour e Sport.
L'interno ora ha un design artigianale che presenta materiali tagliati e cuciti e avvolti, con opzioni di rifiniture in legno. Anche il cruscotto è stato aggiornato e il sistema Cadillac CUE viene aggiunto come funzionalità standard, insieme a un sistema di sicurezza aggiornato.

## Quinta serie (dal 2020)

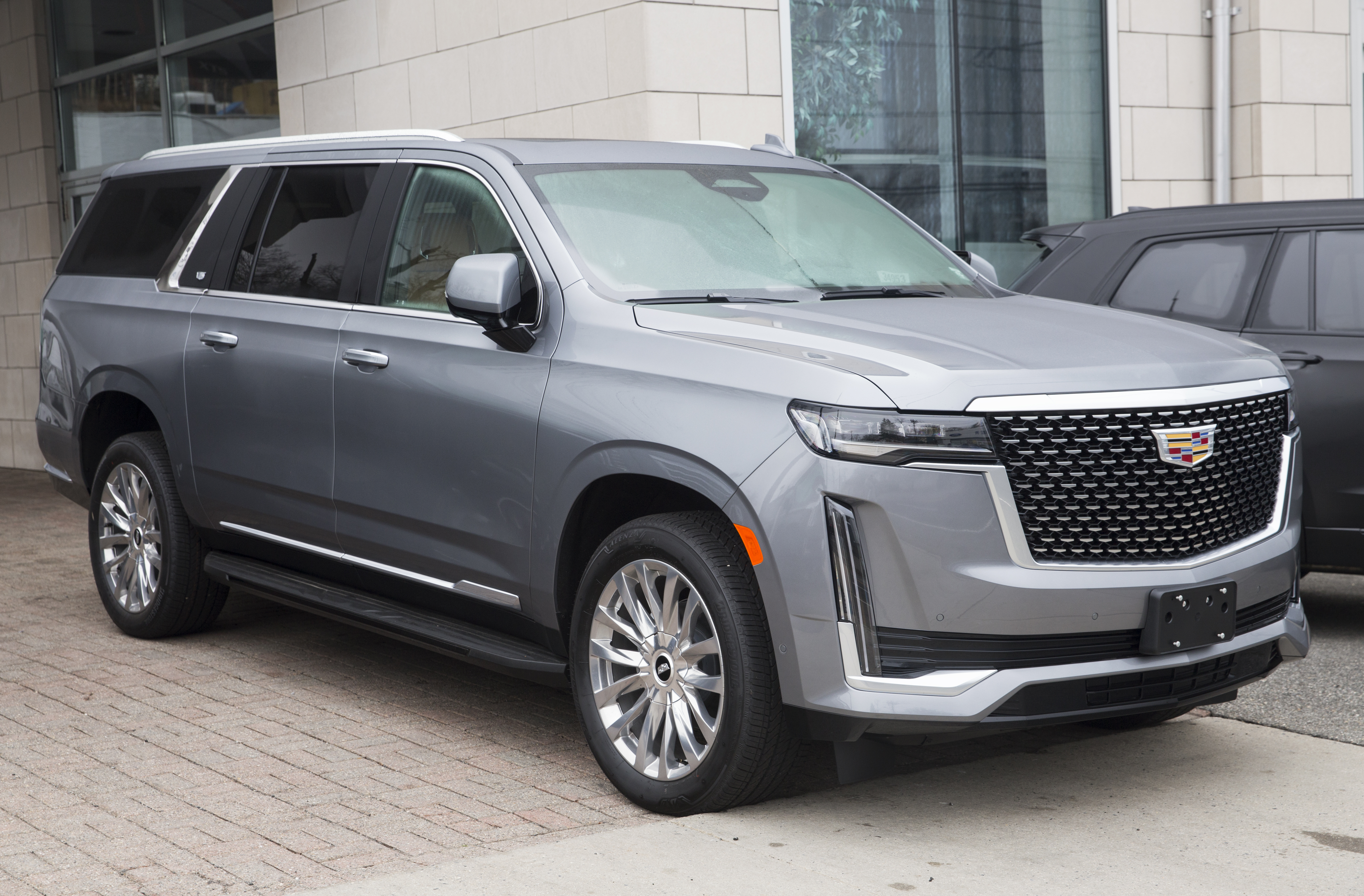
Cadillac Escalade V

La quinta generazione della Escalade ha debuttato il 4 febbraio 2020 a Beverly Hills in California, con le vendite che sono iniziate nell'autunno del 2020.
Nel dicembre 2019, Cadillac ha presentato un video teaser che presentava un cruscotto con schermo OLED curvo da 38 pollici che mostrava lo stemma Cadillac (sul lato conducente) e il nome "Escalade" (sul lato passeggero), rendendo questa versione la più unica al mondo Elenco Cadillac. Il 28 gennaio 2020, Cadillac ha introdotto la funzione "Super Cruise", che consente la guida autonoma a mani libere.
Questo è stato seguito, il 31 gennaio 2020, dall'aggiunta del motore Duramax a sei cilindri in linea turbodiesel 3.0L LM2 come opzione gratuita, contrassegnato come "600D" in linea con la nuova convenzione di denominazione della casa automobilistica. 
Ci sono cinque livelli di finiture disponibili sulla quinta generazione di Escalade: Luxury, Premium Luxury, Sport, Premium Luxury Platinum e Sport Platinum.
L'Escalade è la prima Cadillac a motore diesel offerta in Nord America dal 1985 DeVille e Fleetwood, che erano disponibili con un 4.3L V6 sviluppato da Oldsmobile. Esternamente è più lunga della precedente Escalade e dispone di più spazio per i passeggeri (in particolare per gli occupanti della seconda e terza fila) e dello spazio di carico.

## Versioni speciali

### Escalade Hybrid

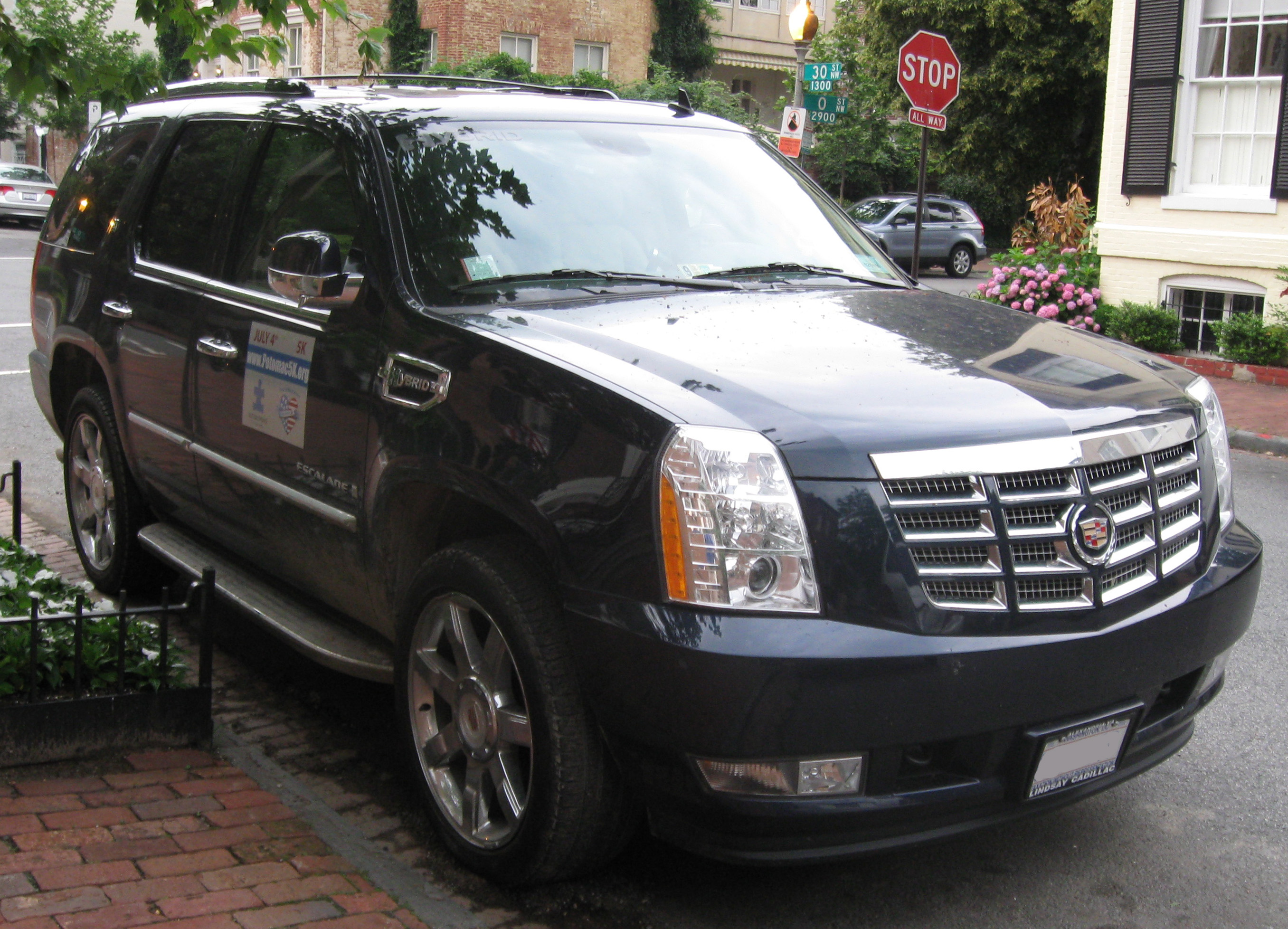
Un Cadillac Escalade ibrido del 2009

Una versione ibrida dell'Escalade debuttò al salone dell'automobile della Florida del sud nel 2008. Erano motrici solamente due ruote.
L'Escalade ibrido impiegava 8,2 secondi per accelerare da 0 a 97 km/h. Aveva installato un motore V8 da 6 L che erogava 332 CV di potenza a 5.100 giri al minuto e 498 N·m di coppia a 4.100 giri al minuto. Il cambio era continuo.
Una versione con motore Flex venne aggiunta alla gamma. Eli Manning ricevette un Escalade ibrido come premio per essere stato nominato Superbowl MVP.

### Escalade EXT (2002-2007)
L'EXT è la versione pick-up dell'Escalade. È stata introdotta nel 2002. Su questa versione c'è anche la possibilità di trasformare il cassone posteriore in un posto letto, che può estendersi a parte dell'abitacolo mediante uno sportello incernierato sul lato inferiore. Come l'Avalanche, la EXT ha quattro porte e può ospitare cinque passeggeri. L'unico motore disponibile è il V8 da 6 L o 6.2L. I fanali anteriori a scarica ad alta intensità sono offerti dal 2003. Tutti gli Escalade EXT sono costruiti in Messico.

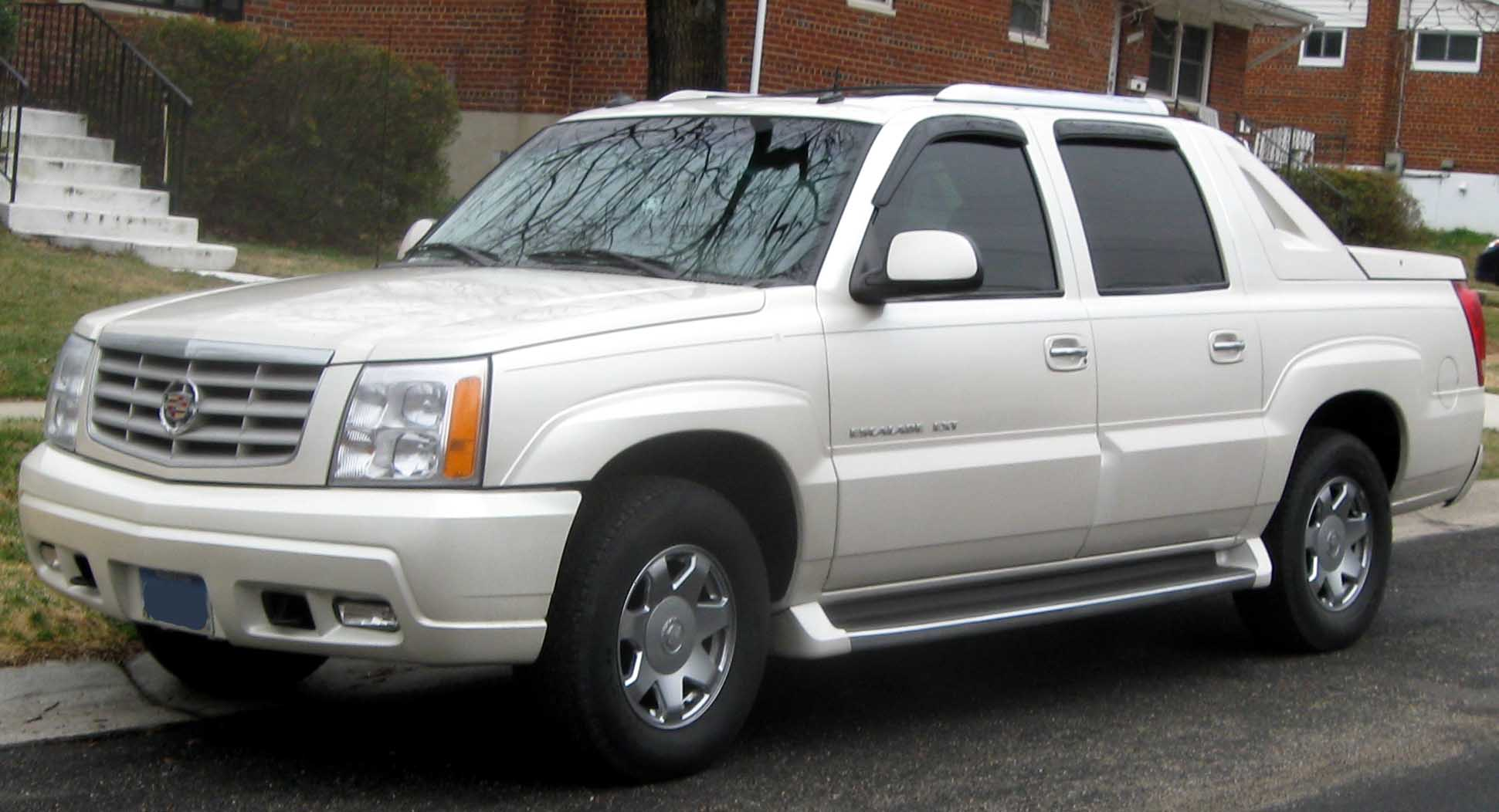
Cadillac Escalade EXT (2002–2006)

L'Escalade EXT è stato creato per competere con il Lincoln Blackwood, che è un pick-up basato sul Ford F-150. In seguito, è stato concorrente anche del Lincoln Mark LT, un altro pick-up basato sull'F-150, che ha fatto il suo debutto nel 2005.

### Escalade EXT (2007-2013)
I modelli EXT sono stati interrotti dopo l'anno modello 2013 insieme all'Avalanche. L'Escalade EXT era disponibile negli Stati Uniti, Canada, Messico e Medio Oriente (eccetto Israele).